# Salisbury Road

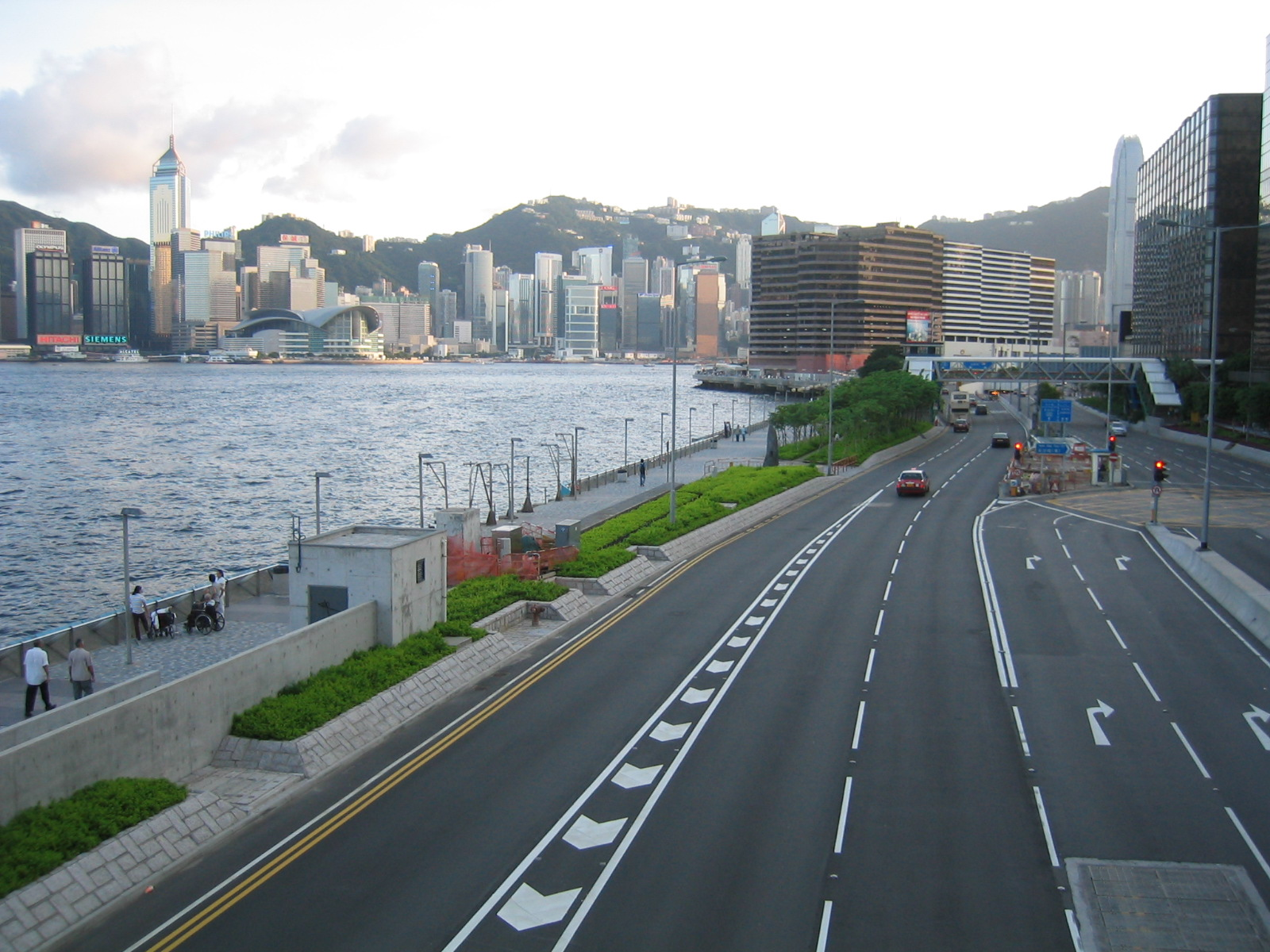
Salisbury Road por la orilla, en Tsim Sha Tsui Este.

Salisbury Road (pronunciado /ˈsɒlzbri/, en chino, 梳士巴利道, antiguamente 梳利士巴利道) es una calle importante situada en Tsim Sha Tsui, Kowloon, Hong Kong, China. Discurre paralela al Puerto de Victoria, comenzando por oeste en el Muelle Star Ferry, pasando por Blackhead Point, hasta Tsim Sha Tsui Este. Se cruza con varias calles importantes de la zona, como Canton Road, Kowloon Park Drive, Nathan Road y Chatham Road South, y conecta con el este de Hung Hom Bypass.

## Historia

### Nombre
La calle se nombró en honor a Robert Gascoyne-Cecil, tercer marqués de Salisbury, quien fue el primer ministro del Reino Unido a finales del siglo XIX.
La transliteración original de la calle al chino, "梳利士巴利道", no tuvo en cuenta que la i de Salisbury es muda. El Gobierno de Hong Kong corrigió la transliteración en la década de 1970 eliminando el segundo carácter "利", y adoptando el nombre actual "梳士巴利道".

### Ferrocarril
En 1904, se extendió por el oeste Salisbury Road hasta la extremidad de Tsim Sha Tsui. Se construyeron estaciones en su extremo. El Ferrocarril Kowloon-Cantón (KCR) discurría originalmente por Salisbury Road, y su Estación de Kowloon se situaba en el extremo oeste de la calle. La estación se trasladó a Hung Hom en 1974, y se demolió la estación de Salisbury Road (excepto la Torre del Reloj).
Sin embargo, el KCR volvió a la zona en 2004, cuando abrió la extensión de la Línea Este. La extensión corre por debajo de Salisbury Road, con su Estación de Tsim Sha Tsui Este situada bajo la intersección de Salisbury Road y Chatham Road South.

## Monumentos
Varios monumentos y lugares de interés de Hong Kong están situados a lo largo o cerca de Salisbury Road, incluida la Star House, el Museo del Espacio de Hong Kong, el Centro cultural de Hong Kong, el Museo de Arte de Hong Kong, el Peninsula Hotel, y la Torre del Reloj. El Paseo marítimo de Tsim Sha Tsui Este, que discurre junto a la calle, ofrece unas vistas espectaculares del skyline de Hong Kong a través del Puerto de Victoria.